# ملروس، استرالیای جنوبی
ملروس (به انگلیسی: Melrose) یک شهرک در استرالیا است که در استرالیای جنوبی واقع شده‌است.